# Кабачек, Леонид Васильевич
Леонид Васильевич Кабачек (31 декабря 1924, Макеевка, Украинская ССР, СССР — 4 февраля 2002, Санкт-Петербург, Россия) — российский советский живописец, график и педагог, Заслуженный художник РСФСР, профессор Российского государственного педагогического университета имени А. И. Герцена, член Санкт-Петербургского Союза художников.

## Биография

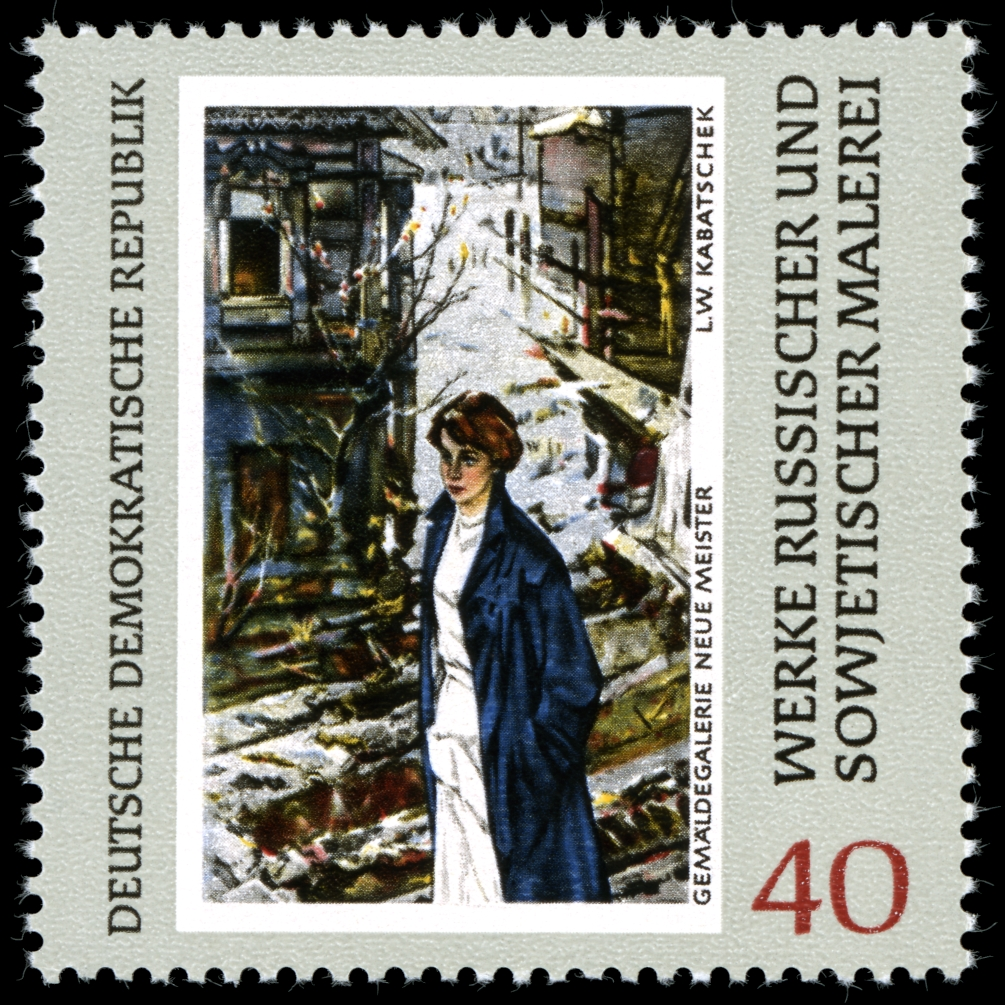
Картина Л. Кабачека на почтовой марке ГДР. 1969 года

Кабачек Леонид Васильевич родился 31 декабря 1924 года в Макеевке в Украинской ССР. Через год семья переехала в Ленинград. В 1939—1941 годах занимался в 1-й ленинградской детской художественной школе. В 1941 году был принят в Среднюю художественную школу при Всероссийской Академии художеств.
В феврале 1942 года вместе с учащимися школы был эвакуирован из блокадного Ленинграда в Самарканд. В 1942 году был призван в Красную Армию, участвовал в боях на Ленинградском и 2-м Украинском фронтах. С боями дошёл до Варшавы. Награждён Орденом Отечественной войны 2 степени и медалью «За победу над Германией».
После демобилизации возвратился в Ленинград и продолжил занятия в Средней художественной школе, которую окончил в 1947 году. В том же году был принят в Ленинградский институт живописи, скульптуры и архитектуры имени И. Е. Репина, занимался у Леонида Овсянникова, Бориса Фогеля, Александра Зайцева. В 1953 году окончил институт по мастерской Бориса Иогансона с присвоением квалификации художника живописи. Дипломная работа — картина «На Енисее».
С 1953 года участвует в выставках. Пишет портреты, жанровые композиции, пейзажи. В 1955 году принят в члены Ленинградского Союза художников. В 1956 году совершил первую большую творческую поездку по Центральной России, Чувашской АССР, Татарской АССР, Удмуртской АССР, Мордовской АССР, Кустанайским степям, Оренбуржью. В последующем совершал поездки на Волгу, в Чувашию, на Ставрополье, Среднюю Азию.
В 1968 году присвоено почётное звание Заслуженный художник РСФСР. С 1970 года заведовал кафедрой живописи Ленинградского (ныне Российского) государственного педагогического университета имени А. И. Герцена. Среди наиболее известных произведений картины «С праздника» (1957), «Портрет бригадира колхоза «Гвардеец» А.И. Перепёлкина», «Трактористка», «У клуба» (все 1959), «Праздник в Воронове» (1960, в соавторстве с Н. Веселовой), «В пути», «О завтрашнем дне» (обе 1961), «Парней увозят поезда» (1965), «Память» (1967), триптих «Блокада» (1972-1975).
Скончался 4 февраля 2002 года в Санкт-Петербурге на 78-м году жизни.
Произведения Л. В. Кабачека находятся в Государственном Русском музее, Государственной Третьяковской галерее, Чувашском государственном художественном музее, в музеях и частных собраниях в России, Италии, Великобритании, Франции, Испании и других странах.

## Выставки
- 1957 год (Ленинград): 1917 - 1957. Выставка произведений ленинградских художников.
- 1961 год (Ленинград): «Выставка произведений ленинградских художников» открылась в залах Государственного Русского музея .
- 1964 год (Ленинград): Ленинград. Зональная выставка.
- 1975 год (Ленинград): Наш современник. Зональная выставка произведений ленинградских художников.
- 1976 год (Москва): Изобразительное искусство Ленинграда.
- 1980 год (Ленинград): Зональная выставка произведений ленинградских художников.